# 남창도역
남창도역(南昌道驛)은 지금의 조선민주주의인민공화국 강원도 김화군에 위치했던 금강산선의 철도역이다.

## 연혁
- 1936년 5월 1일 : 영업 개시[1]
- 1950년 : 한국 전쟁으로 폐지